# 高安市
高安市是中国江西省宜春市下辖的一个县级市。地处江西省中部偏西北，毗邻南昌市，屬長江中下游平原，市人民政府駐瑞州街道瑞陽新區。
高安是中國糧食生產先進縣市、中國生豬調出大縣、中國無公害蔬菜生產基地、中國汽運大市、中國建築陶瓷產業基地、中國書法之鄉。

## 历史

### 设县前
春秋时期属扬越之北境楚国之南境；战国时期时期属楚国地。
秦朝时期属庐江郡和长沙郡交界处。

### 设县后[3]
西汉汉高祖六年（公元前201年）置建成县，属扬州刺史部豫章郡，为高安建县之始。辖地相当于现在的高安、上高、宜丰、万载4县全境和清江县（今樟树市）的部分地。西汉元始四年（公元4年）改称多聚县，依属豫章郡。
东汉建武元年（25年）复称建成县；东汉中平年间（184年—189年）析置上蔡县（今上高县）。
三国东吴黄武年间（222～228年），又从建成县、上蔡县析置宜丰、阳乐（今万载县）两县。
隋朝开皇九年（589年），隋朝统一全国，废望蔡（即上蔡）、并康乐（即阳乐）、宜丰复入建成，是时改豫章郡为洪州，遂属洪州；大业初年（605年），废州复置郡，建成县仍属豫章郡。
唐朝武德五年（622年），避太子李建成讳，改称高安，据《太平寰宇记》载：“地形似高而安，故名”。恢复望蔡、宜丰、阳乐三县，增设华阳县，并于高安置靖州，辖高安、望蔡、宜丰、阳乐、华阳五县，治高安。武德七年（624年），先改名米州，继改名筠州。武德八年（625年）废筠州，望蔡、宜丰、阳乐，华阳四县并入高安，隶洪州。
五代十国时（907-960），高安县先属杨吴，后为南唐管辖。南唐保大十年（925年）复置筠州，辖高安、上高、万载、清江四县，治高安。 
北宋太平兴国六年（981年），析置新昌县（今宜丰县）。
南宋绍兴十三年（1143年），筠州改名高安郡，十八年复名筠州。南宋宝庆元年（1225年），避理宗赵昀讳，改称为瑞州，治高安。恰巧州治后山的碧落堂发现厂株十四茎的灵芝草，视为祥瑞之兆，乃改筠州为瑞州。
元朝至元十三年（1276），瑞州改瑞州路，治高安。 
明朝洪武元年（1368）改路为府，府治设高安县。清朝袭明制。 

### 民国时期
1914年，高安县隶属庐陵道。
1926年，废道，高安县由省直辖。
1932年，高安县隶属第一行政区。
1935年，隶属第二行政区。
1942年，改属第一行政区。

### 中华人民共和国时期
1949年7月10日，中国人民解放军解放高安。14日高安县人民政府成立隶属南昌分区督查专员公署；8月，废保甲制，设7区。
1959年1月从南昌专区移至宜春，改名为宜春专区，高安属之。
1968年改宜春专区为宜春地区，高安属之。
1993年12月8日，高安撤县设市。
2000年8月，改宜春地区为地级宜春市，高安市由宜春市代管。

## 行政区划
高安市下辖2个街道办事处、19个镇、2个乡：
瑞州街道、筠阳街道、蓝坊镇、荷岭镇、黄沙岗镇、新街镇、八景镇、独城镇、太阳镇、建山镇、田南镇、相城镇、灰埠镇、石脑镇、龙潭镇、杨圩镇、村前镇、伍桥镇、祥符镇、大城镇、华林山镇、上湖乡、汪家圩乡、高安市新世纪工业城管委会、英岗岭矿务局、江西八景煤矿有限公司、江西新茂实业公司、相城垦殖场、上游水库工程管理局和江西省瑞州监狱。

## 人口
根據第七次人口普查數據，截至2020年11月1日零時，高安常住人口為744694人。
高安市总人口为83万人，县城人口约17.5万，绝大多数为汉族人口。

## 地理
高安市位于江西省中北部，与宜春市所辖的丰城市、樟树市、上高县、宜丰县、奉新县相邻。
地势北高南低，赣江支流锦江流经城区，将其分为南北两部分，俗称“南街”和“北街”。
南街为主要商业区。北街为日军当年烧城后重建，是高安的文化、政治中心所在。

## 市容
城市的地标是位于北街市政府旁的锦江岸边的大观楼。在南街建好的商业步行街也与北街的大观楼隔水呼应，俨然城市新地标。
位于南浦的高安中学新校区占地规模巨大，依山傍水，环境优美。

## 交通
- 公路： 320国道、 321省道、 228省道
- 铁路：上海-杭州-长沙-昆明高速铁路经过高安

## 经济
高安是传统的农业大县，是重要的商品粮基地。
汽车运输业发达，拥有大型货车7000多辆，是全中国汽运业四强县市之一。
有称“中国汽运之都”、“中国物流汽运之都”。中国五大二手商用车交易基地之一。但也因其二手车市场乱象丛生，受业内诟病。
近年来因佛山等地产业转移，高安的陶瓷业有较大发展。

## 教育
高安市素以教育闻名赣中。以下为高安市的几所较大的学校。
- 高等院校
  - 宜春学院高安校区
- 中学
  - 高安中学
  - 高安市第二中学
  - 高安市瑞阳实验学校
  - 石脑中学
  - 灰埠中学
  - 高安市第四中学

## 特产
- 高安特产腐竹，尤其以大观楼牌腐竹最为驰名。高安腐竹为中国地理标志产品。
- 高安特產白酒，其中瑞酒为江西名酒，享譽全國。